# World Series Baseball 2K2
A World Series Baseball 2K2 vagy xboxos címén egyszerűen World Series Baseball baseball-videójáték, melyet a Visual Concepts fejlesztett és a Sega jelentetett meg. A játék 2001. augusztus 15-én jelent meg Dreamcast, illetve 2002. május 19-én Xbox otthoni videójáték-konzolokra. A 2K2 a sorozat első tagja, amely egy nem Sega-platformra is megjelent, illetve az utolsó, melyet egy Sega-gépre is kiadtak.
A játék Dreamcast-verziójának borítóján Pedro Martínez Boston Red Sox-kezdődobó, míg az Xbox-verzió borítóján Jason Giambi New York Yankees-egyesvédő szerepel.

## Fejlesztés
A játék fejlesztésével a Visual Conceptset bízták meg, miután a Wow Entertainment által fejlesztett elődje rendkívül gyenge kritikai fogadtatásban részesült. A stúdiónak mindössze tíz hónap alatt el kellett készülnie a játékkal, azonban ennek ellenére nem az elődjét vették alapul és nem azt javították fel, hanem egy teljesen új játékmotort készítettek és a köré húzták fel a játékot. Mindezek ellenére nem csak az előző játék hiányosságait, így legfőképpen a manuális védőjáték hiányát orvosolták, hanem még olyan új opciókat is bevezettek a sorozatba, mint az interneten keresztüli többjátékos mód.
Az előző játék kommentátorát Ted Robinson váltotta, akihez Mike Krukow szakkommentátor is csatlakozott.

## Fogadtatás
A Metacritic kritikaösszegző weboldal adatai szerint a World Series Baseball 2K2 Dremcast-verzióját „megosztott vagy átlagos”, míg az Xbox-kiadást „általánosságban kedvező” fogadtatásban részesítették a kritikusok.

## Fordítás
- Ez a szócikk részben vagy egészben  a   World Series Baseball 2K2 című angol Wikipédia-szócikk ezen változatának fordításán alapul.  Az eredeti cikk szerkesztőit annak laptörténete sorolja fel. Ez a jelzés csupán a megfogalmazás eredetét és a szerzői jogokat jelzi, nem szolgál a cikkben szereplő információk forrásmegjelöléseként.